# Maurice Reichard
Maurice R. Reichard (Dayton (Ohio), 29 mei 1904 - aldaar, 20 augustus 1976) was een Amerikaans componist, muziekpedagoog en dirigent van Duitse afkomst.

## Levensloop
Reichard kreeg zijn basisopleiding aan de St. Mary's high school in Dayton (Ohio) en kreeg zijn eerste muzieklessen door broeder Louis Vogt, S.M. (Paters Maristen), die hoofd van de muziekafdeling was. Alhoewel hij al piano, banjo en gitaar kon spelen, kreeg hij bij broeder Louis lessen voor en blaasinstrument, om in de Marching Band van de High School mee te spelen. Hij begon met hoorn, maar later speelde hij alle blaasinstrumenten van het harmonieorkest. In juli 1922 gradueerde hij met lof aan het St. Mary's College. 
In 1922 hospiteerde hij als docent voor blaas- en strijkinstrumenten aan de St. Mary's high school en als docent voor piano en gitaar aan de Marvin School of Music in Dayton (Ohio). Hij speelde ook trompet en piano in de University of Dayton Band. 
Vanaf 1929 studeerde hij aan de University of Dayton in Dayton (Ohio). Tijdens zijn eerst studiejaar schreef hij zijn eerst Musical As Clouds Roll By op een libretto van Richard Frankenstein en Robert McBride. Ieder jaar schreef hij een Musical voor de uitvoering aan de universiteit. Nadat hij afgestudeerd heeft werd hij docent aan zijn Alma Mater. Verder was hij dirigent van het klein harmonieorkest. In weinige jaren groeide dit ensemble uit tot meer dan 60 leden en de Marching band werd al spoedig vergeleken met de prestigieuze Marching Bands van de Universiteit van Michigan in Ann Arbor en de United States Military Academy Band in West Point. In december 1930 werd het symfonieorkest aan de universiteit door hem opgericht en had zijn eerst optreden op 12 februari 1931. 
Naast zijn werkzaamheden als docent en dirigent van het orkest, harmonieorkest en het studentenkoor, studeerde hij ook nog verder aan de universiteit en behaalde in 1935 zijn Liberal Arts diploma. In 1945 behaalde hij aan de Ohio State University in Columbus (Ohio) zijn diploma als Master of Music. 
In 1956 was hij uitgenodigd als docent voor het Hawaii Music Education Association's Annual Festival. In 1970 ging hij met pensioen en werd hij tot ere-doctor van de University of Dayton benoemd. 
Naast bewerkingen van klassieke muziek voor harmonieorkest, o.a. het Pianoconcert in A-groot van Franz Liszt, het Pianoconcert in g-klein, van Felix Mendelssohn Bartholdy en het Pianoconcert in a-klein van Robert Schumann schreef hij ook eigen werk voor verschillende genres. 

## Composities

### Werken voor harmonieorkest
- 1932 Idyll, tone poem
- 1938 Fanfares
- 1940 Nocturne
- 1942 Ballad and Scherzo, voor 2 trombones en harmonieorkest
- 1947 The Daytonian, mars
- 1954 Song and Caprice, voor altsaxofoon en harmonieorkest

### Muziektheater

#### Musicals
| Voltooid in | Titel             | Uitvoeringen | Première    | Libretto                               | Verdere liedteksten | Choreografie |
| ----------- | ----------------- | ------------ | ----------- | -------------------------------------- | ------------------- | ------------ |
| 1929-1930   | As Clouds Roll By |              | 1930 Dayton | Richard Frankenstein en Robert McBride |                     |              |